# Skogstörnskator
Skogstörnskator är fåglar inom ordningen tättingar som numera inkluderas i familjen vangor (Vangidae). Tidigare behandlades skogstörnskatorna som den egna familjen Tephrodornithidae. Det finns åtta arter av skogstörnskata som placeras i tre släktenm, som alla förekommer i Sydasien och Sydostasien:

## Arter
- Släktet Hemipus
  - Bandvingad skogstörnskata (H. picatus)
  - Svartvingad skogstörnskata (H. hirundinaceus)
- Släktet Tephrodornis
  - Vitbrynad skogstörnskata (T. pondicerianus)
  - Ceylonskogstörnskata (T. affinis)
  - Större skogstörnskata (T. virgatus)
  - Malabarskogstörnskata (T. sylvicola)
- Släktet filentomor (Philentoma)
  - Rostvingad filentoma (P. pyrhoptera)
  - Purpurbröstad filentoma (P. velata)